# Pierre Bernard (homme politique, 1931)
Pour les articles homonymes, voir Pierre Bernard et Bernard.
Pierre Bernard, né le 1er novembre 1931 à Saint-Pol-de-Léon et mort le 24 mai 2011 à Ploemeur, est un homme politique français, membre du Parti socialiste.

## Détail des fonctions et des mandats
Mandat parlementaire
- 25 mars 1983 - 23 juillet 1984 : Député européen